# Valley View (Comtat de York)
Valley View és una concentració de població designada pel cens del Comtat de York a l'estat de Pennsilvània. Segons el cens del 2000 tenia 2.743 habitants.

## Demografia
Segons el cens del 2000, Valley View tenia 2.743 habitants, 1.196 habitatges, i 839 famílies. La densitat de població era de 1.375,4 habitants/km².
Dels 1.196 habitatges en un 24,4% hi vivien nens de menys de 18 anys, en un 59,8% hi vivien parelles casades, en un 8,1% dones solteres, i en un 29,8% no eren unitats familiars. En el 25,1% dels habitatges hi vivien persones soles el 12,3% de les quals corresponia a persones de 65 anys o més que vivien soles. El nombre mitjà de persones vivint en cada habitatge era de 2,29 i el nombre mitjà de persones que vivien en cada família era de 2,71.
Per edats la població es repartia de la següent manera: un 19,2% tenia menys de 18 anys, un 4,6% entre 18 i 24, un 29,1% entre 25 i 44, un 24,8% de 45 a 60 i un 22,2% 65 anys o més.
L'edat mediana era de 43 anys. Per cada 100 dones de 18 o més anys hi havia 89,2 homes.
La renda mediana per habitatge era de 51.063 $ i la renda mediana per família de 54.698 $. Els homes tenien una renda mediana de 40.972 $ mentre que les dones 28.750 $. La renda per capita de la població era de 27.794 $. Cap de les famílies i el 0,9% de la població estaven per davall del llindar de pobresa.